# Bahnhof Setana
Der Bahnhof Setana (jap. 瀬棚駅, Setana-eki) ist ein ehemaliger Bahnhof auf der japanischen Insel Hokkaidō. Er befand sich in der Unterpräfektur Hiyama auf dem Gebiet der Stadt Setana und war von 1932 bis 1987 in Betrieb.

## Beschreibung

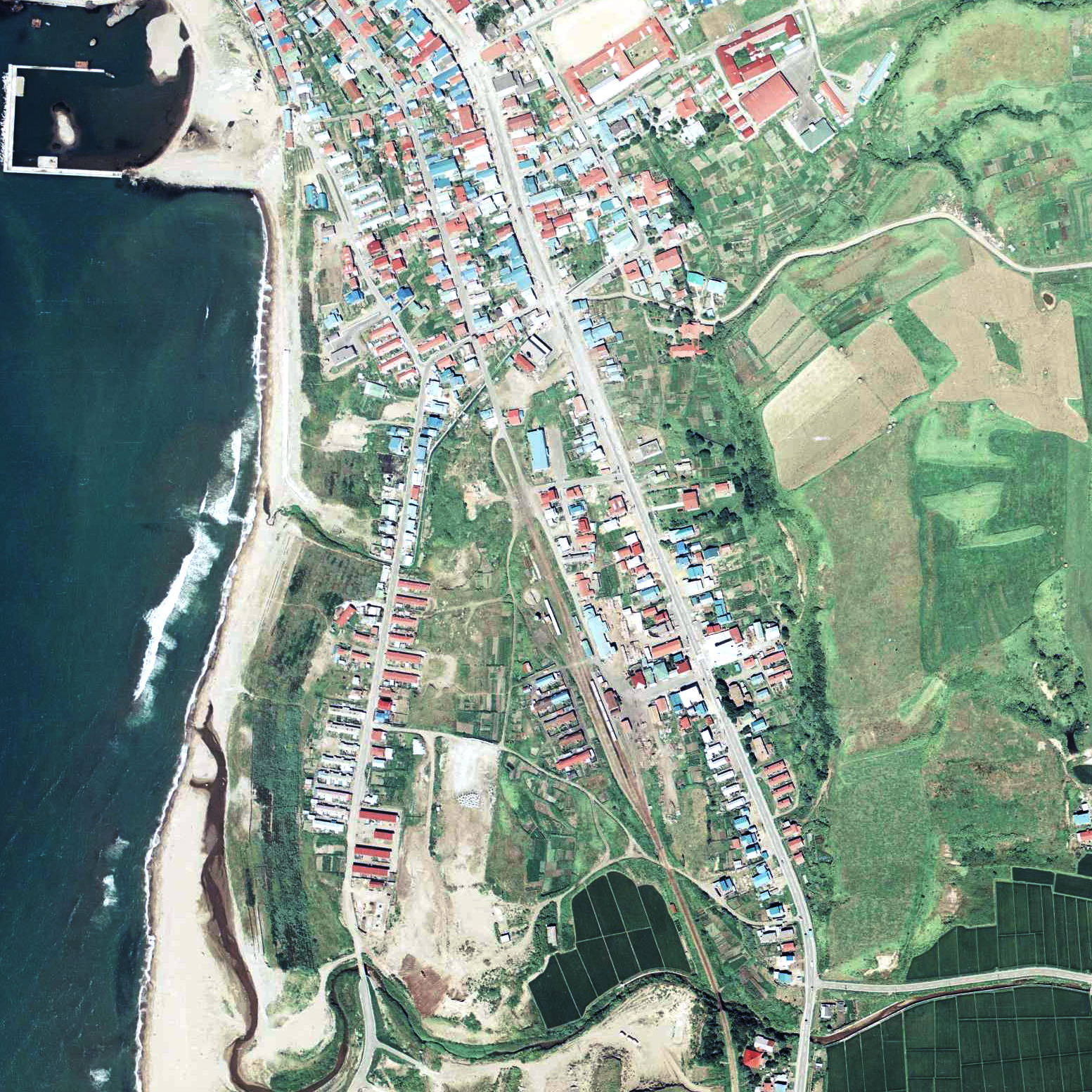
Luftansicht (1976)

Setana war die westliche Endstation der 48,4 km langen Setana-Linie, die in Kunnui von der Hakodate-Hauptlinie abzweigte. Der Bahnhof lag am südlichen Stadtrand und war von Süden nach Norden ausgerichtet. Zuletzt verfügte er noch über ein Gleis für den Personenverkehr, mit dem Empfangsgebäude an der Ostseite der Anlage. Die Strecke endete nicht im eigentlichen Bahnhof, sondern führte noch etwa 150 Meter weiter nordwärts zu einem stumpf endenden Gleis. Aus diesem Grund war Setana betrieblich kein Kopfbahnhof, sondern ein Durchgangsbahnhof. An der Westseite befand sich eine Abstellanlage mit Drehscheibe, südlich des Empfangsgebäudes ein kurzes Nebengleis mit einem kleinen Güterschuppen.

## Geschichte

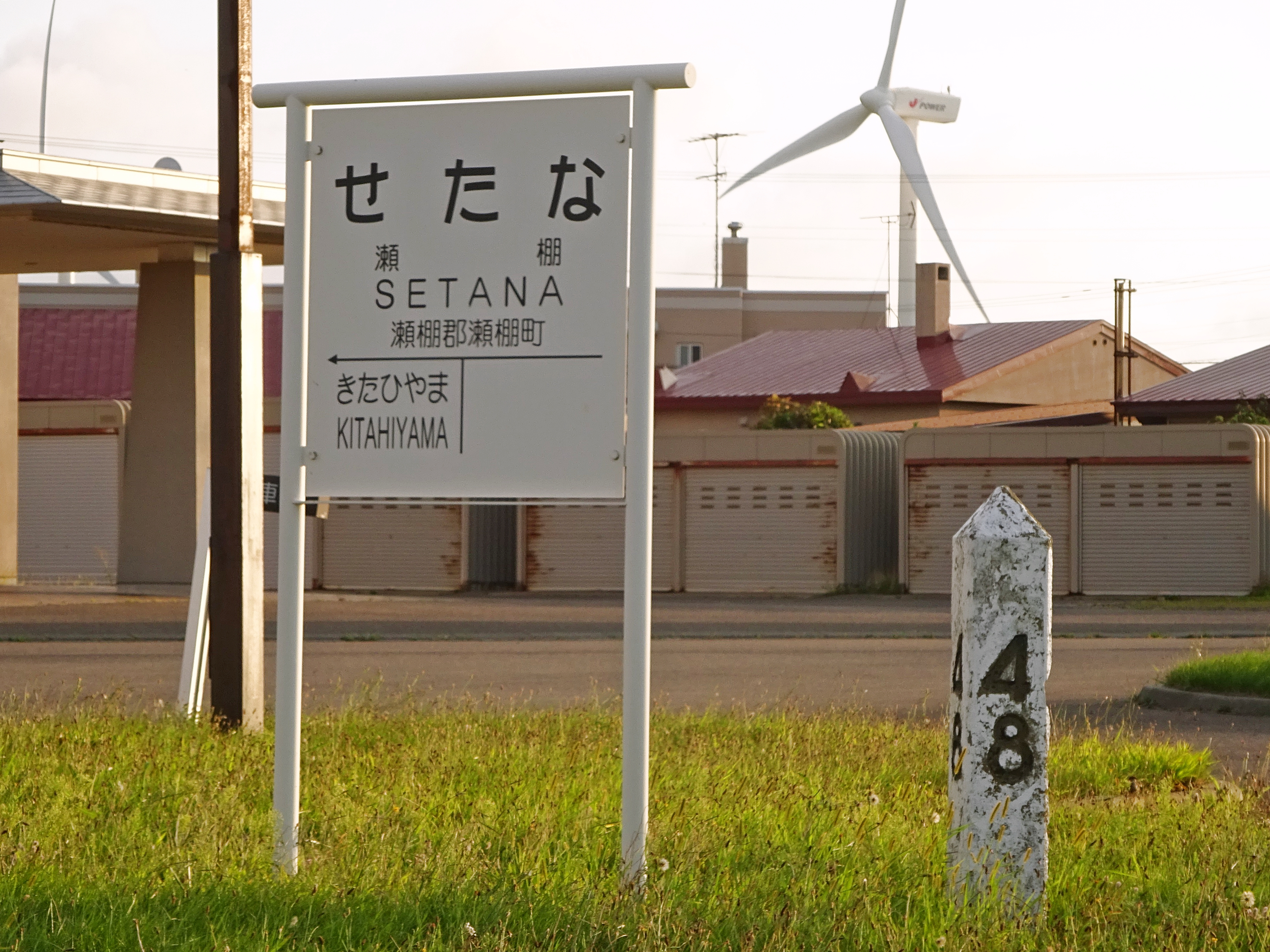
Stationsnamensschild (Nachbildung) und Kilometerstein am Standort des Bahnhofs

Das Eisenbahnministerium errichtete die Setana-Linie in drei Etappen. Mit der Inbetriebnahme des 17,8 km langen Teilstücks zwischen Imagane und Setana am 1. November 1932 war die Strecke vollendet. Von 1966 bis 1984 verkehrte einmal täglich ein Schnellzug von Hakodate über Kunnui nach Setana. Aus Kostengründen stellte die Japanische Staatsbahn am 1. September 1983 den Güterumschlag ein, am 1. Februar 1984 auch die Gepäckaufgabe. Schließlich legte sie am 16. März 1987 die gesamte Setana-Linie still, zwei Wochen vor der Staatsbahnprivatisierung. Von der früheren Anlage ist nichts erhalten geblieben, sie wurde durch Grünflächen und Parkplätze ersetzt.